# Lockdown (2012)
Lockdown (2012) foi um evento pay-per-view de wrestling profissional promovido pela Total Nonstop Action Wrestling, ocorreu no dia 15 de abril de 2012 no Nashville Municipal Auditorium na cidade de Nashville, Tennessee. Esta foi a oitava edição da cronologia do Lockdown. Como tradição do evento as lutas foram realizadas dentro de uma jaula de aço.

## Antes do evento
Lockdown teve lutas de wrestling profissional envolvendo diferentes lutadores com rivalidades e storylines pré-determinadas que se desenvolveram no Impact Wrestling — programa de televisão da Total Nonstop Action Wrestling (TNA). Os lutadores interpretaram um vilão ou um mocinho seguindo uma série de eventos para gerar tensão, culminando em várias lutas.

## Resultados
| #                              | Lutas | Estipulação | Duração |
| ------------------------------ | --- | --- | ------- |
| 1                              | Team Garett Bischoff (Garett Bischoff (capitão), A.J. Styles, Austin Aries, Mr. Anderson e Rob Van Dam) derrotou Team Eric Bischoff (Eric Bischoff (capitão), Gunner, Bully Ray, Christopher Daniels e Kazarian) | Lethal Lockdown, como estipulado Eric Bischoff foi demitido da TNA e Garett Bischoff manteve seu sobrenome e emprego. | 26:03   |
| 2                              | Samoa Joe e Magnus (c) derrotaram The Motor City Machine Guns (Chris Sabin e Alex Shelley) | Steel Cage match pelo TNA World Tag Team Championship                                                                 | 11:18   |
| 3                              | Devon (c) derrotou Robbie E (com Robbie T) | Steel Cage match pelo TNA Television Championship                                                                     | 03:24   |
| 4                              | Gail Kim (c) (com Madison Rayne) derrotou Velvet Sky | Steel Cage match pelo TNA Knockouts Championship                                                                      | 07:25   |
| 5                              | Crimson derrotou Matt Morgan | Steel Cage match | 07:59   |
| 6                              | Jeff Hardy derrotou Kurt Angle | Steel Cage match | 14:51   |
| 7                              | ODB e Eric Young (c) derrotaram Rosita e Sarita | Steel Cage match pelo TNA Knockout Tag Team Championship                                                              | 04:30   |
| 8                              | Bobby Roode (c) derrotou James Storm | Steel Cage match pelo TNA World Heavyweight Championship                                                              | 19:10   |
| (c) - Campeão(s) antes da luta | | |         |